# Гентски олтар
Поклонение пред Мистичния агнец, по-известно като Гентски олтар е сложносъставен триптих, намиращ се в катедралата „Св. Бавон“ в Гент, Белгия. Творбата с внушителни размери е завършена през 1432 от Ян ван Ейк, но е започната заедно с брат му Хуберт. Двамата братя работят около шест години, като Ян го завършва след смъртта на Хуберт. Изпълнен е реалистично и се отличава с майсторство в предаването на природата.:с. 191

## История
Гентският олтар е шедьовър, който възвестява Ренесанса в нидерландското изкуство. Всеки, който би отишъл днес в белгийския град Гент, може да го види в старата, късно-готическа църква „Св. Бавон“, почти на същото място, където е бил и първоначално.
„Биографията“ на олтара е твърде драматична: през XVI век той е бил скрит, за да не пострада от фанатизирани иконоборци; по-късно различни части от него са изпращани ту в Париж и върнати след падането на Наполеон I, ту в Берлин и върнати отново в Гент след разгрома на Германия в Първата световна война и Версайския договор. След Втората световна война го откриват в солна мина в Австрия, отнесен там от германците.
Гентският олтар е бил прославян с оди и песни, а хуманисти, преминаващи през земите на Бургундските херцози, го отбелязват в пътеписите си като едно от чудесата, които са видели. Пред него хората са се молели и размишлявали, защото това живописно творение съдържа цялостна философска концепция за света, живота, човечеството, душата, страданията, радостта, засяга и всички онези етични и нравствени въпроси, които тогава, в преломното между две епохи време, занимават хората…

## Описание и анализ

### Затворените крила
Гентският олтар е огромна дървена сглобка, в разтворен вид широка 443 см и висока 350 см. В делник, когато църквата е пуста, олтарът е затворен (350 х 263 см) и зрителя вижда само външната му страна. Там са изписани събитията, предсказващи и подготвящи идването на Христос. По смисъл това е подготовка за образното повествование от вътрешната страна. В най-горния от трите пояса са изобразени двама пророка и две пророчици, под тях е разгърнато Благовещението – при Дева Мария е долетял архангел Гавриил и със стрък ирис в ръка ѝ съобщава, че тя е избраната да роди Спасителя на човечеството.
Долният пояс е зает от четири фигури – Йоан Кръстител, Йоан Богослов и двамата дарители на олтара – богатия бюргер Йодокус Вийд и съпругата му Изабела Борлут. Стаята на Дева Мария е монашески скромна. Благовестието я спохожда, когато чете библията. Тя го приема, издигнала поглед и скръстила ръце на гърдите си.
Пространството между Девата и ангела, който има същите нежни и красиви черти като нея, е обширно, но не с вещи го е запълнил гениалния майстор, както правят това художниците преди него, а с вибриращи светлосенки, с въздушно трептене, което като че ли иде от леко обградените с цветовете на дъгата ангелски криле и от светлеещите в дъното романски прозорци, зад които се разкрива другият живот на града – с островърхи къщи и готически кули, с птици, кръжащи в предвечерното небе.
В стаята има и ниша с умивалник, където блести меден тас и недокосната още кърпа – символ на непорочността на Дева Мария. Донаторите (лат. donator, букв. дарител; този, който поръчва произведението на живописта или скулптурата) на Гентския олтар Йодокус Вийд и Изабела Борлут са хора на средна възраст, с лица, по които освен следите на годините може да се прочете и бюргерско самочувствие, и почтеност, и пресметливост, и пуританска строгост…
Разглеждайки ги, човек се колебае дали са му симпатични, дали ако ги види в действителност, ще изпита желание за по-близък контакт с тях. Художникът като че ли се въздържа да изрази своето мнение – той просто ги рисува с максимална вярност и с такова майсторство, че зрителят чувства авторитетното им присъствие.

### Отвореният олтар
Отворен, олтарът става двойно по-широк. Земни и небесни сфери се взаимопроникват и от тях се излива могъщата симфония на битието. Най-отгоре в центъра е Бог-отец с тиара (папската корона за тържествени случаи) и огненочервена мантия.
От 2-те му страни са Йоан Кръстител и Светата Дева, увенчана с прекрасна корона от цветя, лъчи и скъпоценни камъни – от скромна дева, каквато е представена отвън в Благовещението, след всички преживени страдания тя се е превърнала в небесна царица.
Тези 3 табла са най-тържествените от целия олтар. Симетрично от двете им страни са групи свирещи и пеещи ангели, а крайните криле на този седемчастен горен ред са заети от трогателните в своята безпомощна голота праотци на човечеството Адам и Ева.

#### Поклонение пред Агнеца
Така е изградена една „божествена“ стълба, на която за първи път в историята на живописта е възкачен и човекът, представен от Адам и Ева.
Под този горен ред се разгръща невероятна по своята сложност и обилие от фигури сцена – Поклонение пред Агнеца, която е и основна за композицията. Бял агнец върху каменен олтар – символ на Христовата саможертва за спасението на човечеството, и водоскок – извор на жива вода, символ на християнската религия, са в центъра на композицията. Отгоре Светият дух пръска лъчи, а от всички страни, по зелени поляни и меки хълмове, покрити с най-красива и богата растителност, на поклонение прииждат ангели и светци, апостоли, мъченици, пророци…
Това е видение от Апокалипсиса на свети Йоан Богослов. За пръв път човечеството е показано, обладано от мощна воля и устремено към една цел. Ян ван Ейк е изписал почти необозрима галерия от типове – белобради старци и мъжествени рицари, фанатично крачещи отшелници и хубави млади жени, пророци от Стария завет и герои от предхристиянското време, философи от античността и редица реално съществуващи съвременници, много от които историографите и изкуствоведите не са още идентифицирали – френски, английски, бургундски херцози, крале, свещенослужители и др.
Въпреки големите размери (236 х 135 см) централното пано се е оказало недостатъчно за неизчерпаемите възможности на авторовото въображение и той продължава композицията с още четири крила – по две от всяка страна. На тях в по-едър план са представени шествията на светите странници. По тематика Гентският олтар се родее с добре познатия в християнската иконография сюжет Страшния съд, при който грешниците са осъдени на вечни мъки, а праведниците се радват на райските селения.
Средновековното мислене, разделяйки човечеството на низвергнати и спасени, на грешници и мъченици за правдата, съдържа в себе си жестокост, каквато откриваме и у Микеланджело (Страшния съд в Сикстинската капела). Тук всички са приобщени към радостта на спасението, цялото човечество, представено в тези безкрайни шествия на пророци и патриарси, отшелници и поклонници, ангели и праведни деви, воини, дори и съдии. Няма я преизподнята, няма ги грешниците! Тук и природата е в своя пълен блясък и младост – цветята и тревите, храстите и небето. Цялата вселена празнува и в нейната радост има място за всички.
Това е едно типично за Ренесанса светоусещане, което вести на човека себеуважение и самочувствието, че е част от едно велико, могъщо и прекрасно цяло.

#### Странични крила
Погледнат отдалече, олтарът въздейства най-вече със своята декоративна сила, а после, отблизо формите сякаш се раздвижват и заживяват самостоятелен, неповторим пластичен живот. Това са на първо място двете композиции на горния ред, представящи пеещи и музициращи ангели… Ангелите са без криле – безпрецедентен факт в нидерландска живопис от 15 век, но принадлежността им към една по-висока от човешкия род йерархия е внушена от благородството на чертите, от стойките и движенията.
Както Богородица е сменила своята скромна дреха с тържествена царска мантия, така тук леките бели дрехи на ангела от Благовещението са заменени с тежки брокатови червени и златни одеяния. Косите на ангелите са пухкави, лицата им – млади и съсредоточени в музиката, която изпълняват. Дългите чувствителни пръсти на ангела, свирещ на позитив (вид малък орган), както и на този, който е изправен пред високата катедра, като че ли направляват звуците на един грандиозен тържествен хорал, прославящ битието.
До тези 2 сцени отляво и отдясно са Адам и Ева. Ябълката в ръката на Ева е символ на грехопадението; представени голи сред цялото разкошно небесно общество, те извикват съжаление. Жестовете на ръцете им сякаш изразяват смущение. Художникът не ги е изобразил като хора, които трябва да бъдат съдени. Те са деца на цялото мироздание, в което се очаква да зацари жадуваната хармония и светла радост. С това Ян ван Ейк изразява тълкуването на Адам и Ева в изкуството на Северното възраждане като образи – вестители на нови истини за човека. Поради това някога Гентският олтар е бил известен и като „Олтар на Адам и Ева“.